# Gospel Pass

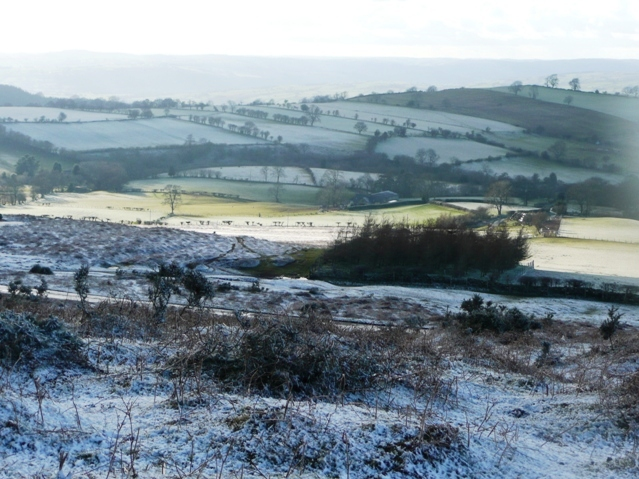
A ovest della strada del Gospel Pass

Il Gospel Pass (in gallese: Bwlch yr Efengyl ) è il passo stradale più alto del Galles. Si trova all'inizio della valle di Ewyas (in inglese: Vale of Ewyas) nelle Black Mountains del Galles sud-orientale. Partendo da Hay-on-Wye, la stretta strada di montagna sale ripidamente fino a un'altezza di 549 metri (1 801 ft) sul livello del mare, passando tra le montagne Twmpa a ovest e Hay Bluff a est, prima di scendere a valle verso sud, proseguendo per la Llanthony Priory, Llanfihangel Crucorney e Abergavenny. Per un certo periodo, al passo c'era una piccola attività di estrazione di piombo. Il Gospel Pass è uno dei luoghi più celebri all'interno del parco nazionale di Brecon Beacons, poiché è una destinazione popolare per turisti, escursionisti e ciclisti. Infatti, la strada del Gospel Pass fa parte della route 42 del National Cycle Network.
È una strada a carreggiata unica per gran parte del percorso, ma presenta numerosi slarghi. A causa dell'altitudine e dell'esposizione, durante l'inverno è occasionalmente bloccata dalla neve. È molto frequentata dagli escursionisti poiché consente di raggiungere le principali vette delle Black Mountains.

## Riferimenti
1. ↑   Trekking in Galles: tutto sul Cenedlaethol Bannau Brycheiniog (il Brecon Beacons National Park), su Lonely Planet Italia, 2 marzo 2024. URL consultato il 5 agosto 2025.